# Tragheimer Kirche

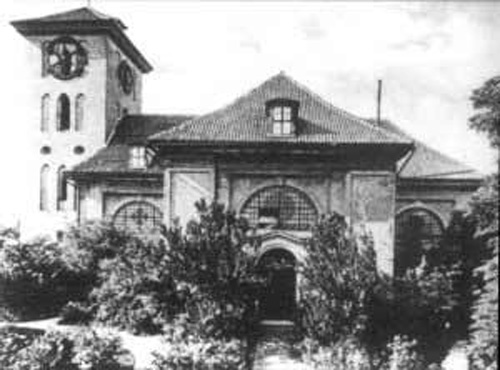
Tragheimer Kirche

Die Tragheimer Kirche war eine evangelische Kirche in Königsberg (Preußen).

## Geschichte
Die erste Tragheimer Kirche entstand 1632 in der Königsberger Vorstadt Tragheim aus einer Ziegelscheune. 1636 erhielt sie einen eigenen Pfarrer. 1707 stürzt das Gebäude ein. 1707 bis 1710 erfolgte ein Neubau durch Joachim Ludwig Schultheiß von Unfriedt; der Turm mit dem abgebrochenen Barockhelm wurde erst 1723 vollendet. 1743 brannte die Kirche ab, ein Wiederaufbau muss umgehende erfolgt sein, da mit Adam Gottlob Casparini im Jahr 1744 ein Vertrag über eine neue Orgel geschlossen wurde, die 1752 fertiggestellt werden konnte. Diese Orgel wurde bei einem weiteren Kirchenbrand im Jahr 1783 zerstört, in dessen Folge 1792/1794 sein Schüler und Nachfolger Christoph Wilhelm Braweleit eine neue Orgel errichtete. Dieses Instrument war mit 31 Registern geplant, von denen allerdings 5 zunächst nicht ausgeführt wurden. In das Gehäuse von 1794 stellte Max Terletzki 1896 ein neues Orgelwerk, das bereits 1905 durch Bruno Göbel umgebaut wurde. Es besaß danach drei Manuale und 39 Register.
Im Vierten Koalitionskrieg diente die Kirche zeitweise als Lazarett und Magazin, was der Orgel Schäden brachte. Der Turm blieb unvollendet mit einem Zeltdach. 1809 wurde Ehregott Andreas Wasianski, der Betreuer von Immanuel Kant, nach dessen Tod dort Pfarrer. Sehenswert waren die Rokokokanzel mit hervorragenden Schnitzereien von Tischlermeister Grabowski und der Altaraufsatz von Christian B. Schulz. Die Kirche überstand im August 1944 die beiden Luftangriffe auf Königsberg weitgehend unbeschadet, wurde aber in der Schlacht um Königsberg im Winter 1945 zerstört. Die Ruine der Kirche stand noch bis mindestens 1957, irgendwann danach wurde sie vollständig abgerissen; an ihrer Stelle steht heute ein Plattenbau.

## Persönlichkeiten
Richard Wagner und Minna Planer wurden am 24. November 1836 in der Tragheimer Kirche getraut. Von 1900 bis 1933 war Eduard Korallus Pfarrer der Tragheimer Kirche. Ihm folgte als letzter Paul Knapp.

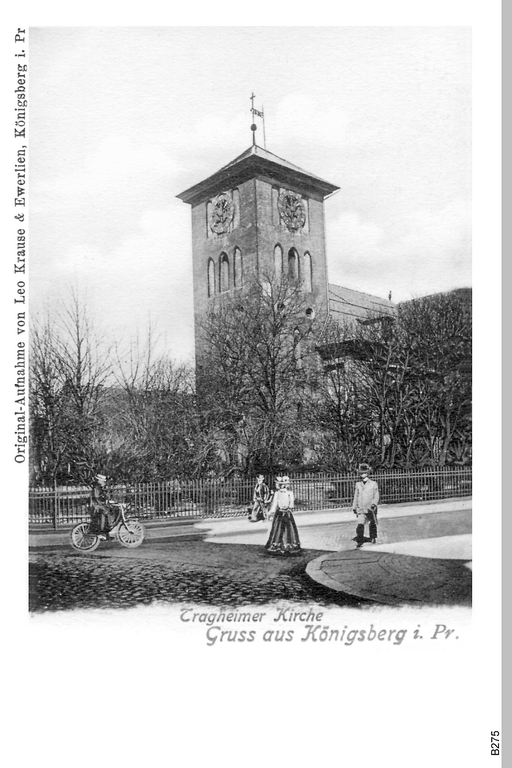
Tragheimer Kirche
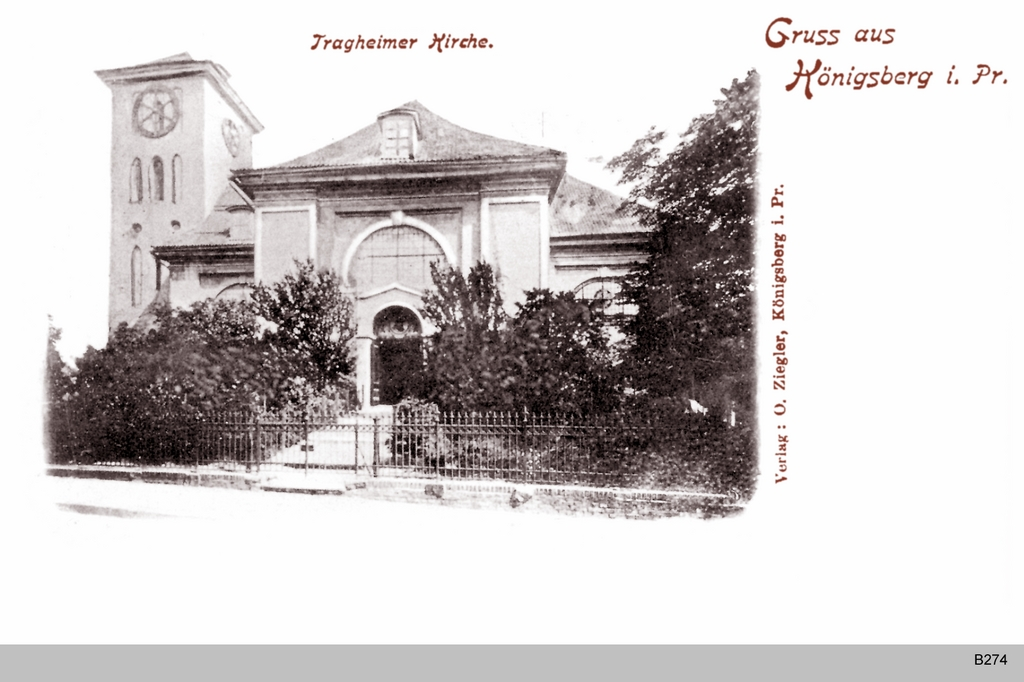
Tragheimer Kirche
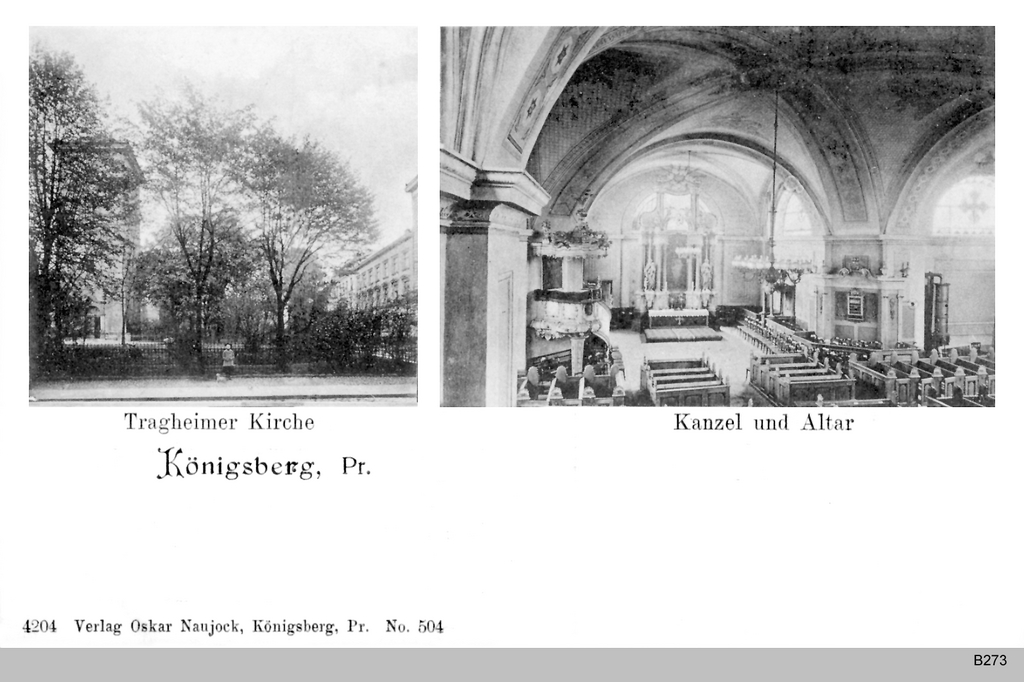
Tragheimer Kirche